# Георг Фернан Ізідор Відаль
Гео́рг Ферна́н Ізідо́р Віда́ль (фр. Georges Fernand Isidore Widal; 9 березня 1862, Делліс, Алжир — 14 січня 1929, Париж, Франція) — французький лікар і бактеріолог, доктор медицини (1889), професор (1894), член Французької академії медицини (1906), Академії наук Франції (1919).

## Біографія
Георг народився 9 березня 1862 у сім'ї французького медичного інспектора юдейського походження, в маленькому алжирському містечку Делліс на березі Середземного моря у вілаєті Бумердес.

### Освіта і початок кар'єри
За прикладом батька Відаль поступив на медичний факультет Паризького університету. Він посів перше місце за результатами навчання у рейтингу госпітальних інтернів. З 22 років Відаль почав виконувати обов'язки стажиста, проводив ранкові огляди аж до 80 пацієнтів, у післяобідній час працював у лабораторії і у вечірні години проводив вечірні обходи пацієнтів та описував свої враження та дослідження.

### Перші відкриття та захист дисертації
Впродовж 1886—1888 років Відаль проводив дослідження на кафедрі патологічної анатомії та очолював дослідницький бактеріологічний напрямок у лабораторії професора Андре Віктора Корніля, де у 1886 році підтвердив відкриття збудника черевного тифа, що до цього зробив Карл Йозеф Еберт і показав можливість передачі цього захворювання через воду. Він також показав разом з А. Шантемессом, що можна імунізувати тварин проти інфекційної хвороби шляхом ін'єкції нагрітої культури бактерій. У 1887 році він виявив збудника шигельозу, якого в подальшому описав К. Шига. У 1889 році у своїй дисертації на ступінь доктора медицини «Etude sur l'infection puerpérale», яка була присвячена післяпологовій інфекції , він показав, що вона може перебігати з проявами бешихи, флегмони чи гангрени, але причиною усього того є стрептокок. У 1894 році йому було присвоєне вчене звання професора (фр. Professeur Agrégé).

### Відкриття реакції аглютинації при черевному тифі
У 1895 році Відаля було призначено лікарем, якого викликали на консультації до усіх лікарень Парижа. У 1896 році Відаль розробив методику діагностики черевного тифу на підставі того, що антитіла в крові інфікованої людини спричинюють злипання бактерій в культурі в грудки (тобто аглютинують). Він представив ці висновки медичному товариству госпіталів Парижа 26 червня 1896 року. Він так описав своє відкриття:
|  | Ось простий і швидкий процес, який може бути використаний усіма, не вимагаючи при цьому специфічного лабораторного матеріалу. Все, що необхідно, це мати в своєму розпорядженні чисту культуру бацил Еберта і мікроскоп, та декілька крапель сироватки крові пацієнта або навіть тільки одну краплю її. |

Цю реакцію в подальшому було названо на честь Відаля.

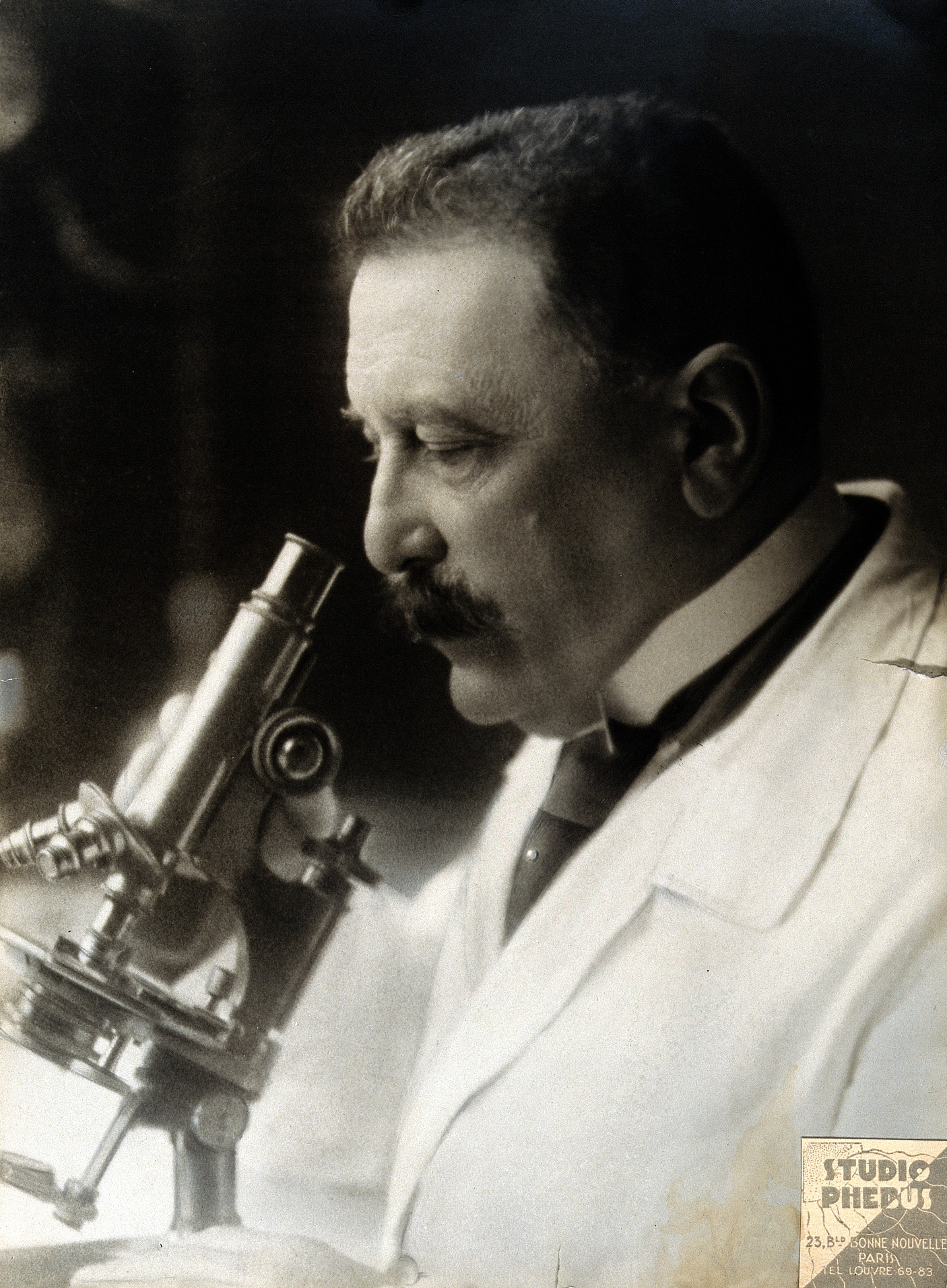
Георг Відаль за роботою

### Подальша лікарська та наукова кар'єра
У 1900 році він приділив багато уваги вивченню спинномозкової рідини, заклав основи цитодіагностики її. З 1905 року Відаль став працювати лікарем в паризькому госпіталі «Hôpital Cochin», де він очолив клініки цього закладу.
Між 1903 і 1911 роками він проаналізував різні прояви захворювань нирок, виділив чотири основні синдроми ураження їх, які й до сьогодні використовують з деякими змінами: альбумінурії, набряковий, азотемічний, гіпертонічний. Він також виявив у 1906 році факт накопичення в організмі хлориду натрію як ознаку нефриту і серцевої недостатності, що призводить до утворення набряків, надав рекомендацію з позбавлення прийому цієї солі в лікуванні обох цих захворювань. Тоді ж він розробив прогностичний метод (правило Відаля) для хронічного нефриту, який ґрунтувався на рівні сечовини в крові.
Відаль продемонстрував підвищену крихкість еритроцитів у випадках гемолітичної жовтяниці та разом з французьким лікарем Жорж Гаємом описав хронічну форму цього захворювання у 1907 році, яку було названо їхніми іменами. Разом з французьким лікарем П'єром Абрамі модифікував тест Доната-Ландштайнера для діагностики пароксизмальної гемоглобінурії. Тест відповідно назвали іменами цих двох лікарів.
У 1910 році Відаля було призначено професором патології та у 1918 — професором внутрішньої медицини у Паризькому університету, де він викладав до самої смерті.
Під час Першої світової війни Відаль підготував протитифозно-паратифозні вакцини, які значно зменшили захворюваність на ці хвороби у союзних арміях. У 1920 році Відаль виявив лейкоцитарний феномен: у деяких людей після їжі, що містить яєчний білок (альбумін), відбувається значне зниження кількості лейкоцитів і збільшення градієнту рефрактерності руху в сироватці крові — гемокластична криза по Відалю. Вивчаючи цей феномен Відаль зв'язав алергію і астму з розвитком анафілактичного шоку. Він припустив, що лежить в основі патогенезу цього — витягування біологічних частинок з органів у кровотік. Це призвело до клінічного застосування десенситизації як лікування. Він також вивчав семіотику зрушень жовчі, інфекційні жовтяниці, діагностику актиномікозу.
Відаль був блискучим лектором, відрізнявся точністю викладання своїх досліджень. Його ретельно сплановані лекції були дуже популярні. Один з його учнів написав, «що він був повним господарем свого матеріалу і читав лекції напам'ять, не заглядаючи у текст. Його дивно проникливі очі дозволяли йому зрозуміти, майже безпомилково, яку частину його лекції слід повторити для того, щоб дати повне розуміння матеріалу своїм студентам і учням».
Він разом з колегами зредагував 22-томний підручник з медицини «Nouveau traité de médicine». У 1917 році його було нагороджено орденом Почесного Легіону в найбільшому ранзі цивільного ступеня «Grand Cross of the Legion of Honour». У 1919 році його було обрано членом Академії наук Франції.

### Смерть
Помер Відаль у Парижі 14 січня 1929 року від крововиливу в мозок після гострого нападу подагри.

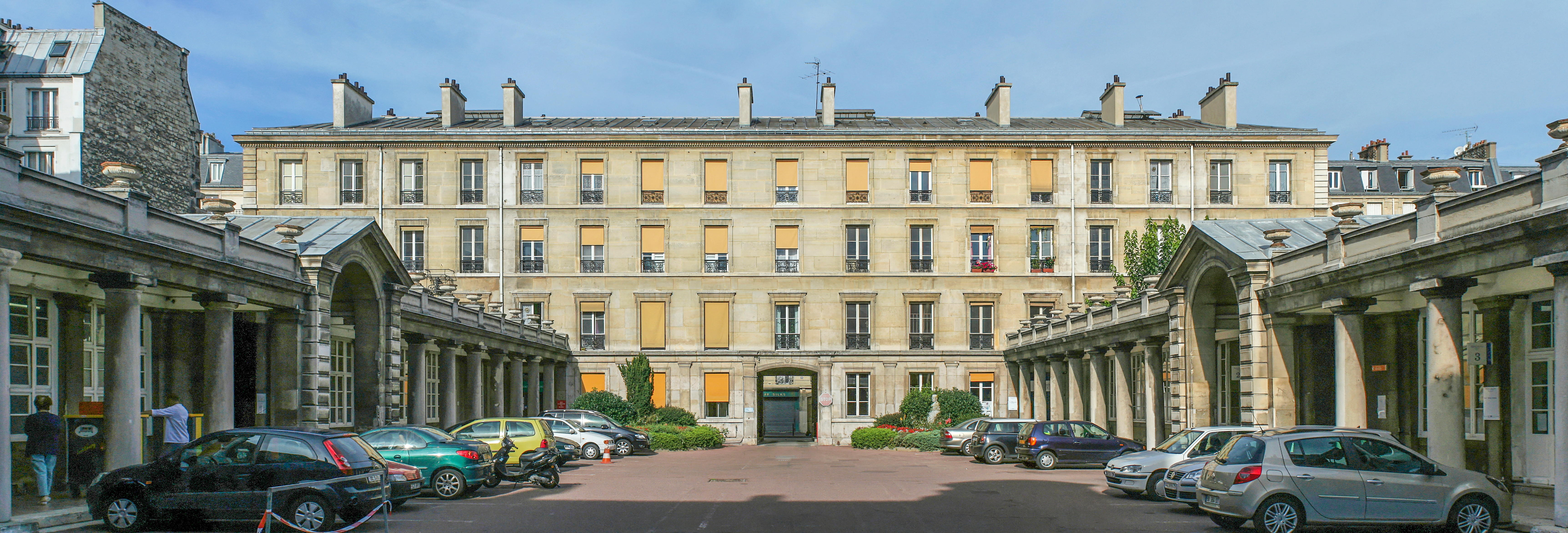
Госпіталь імені Георга Відаля

## Пам'ять
На честь Відаля:
- назвали «Hôpital Cochin» у Парижі — «Hôpital Fernand-Widal», де він багато років пропрацював.[14]
- було надруковано меморіальні поштові марки Франції з його портретом.

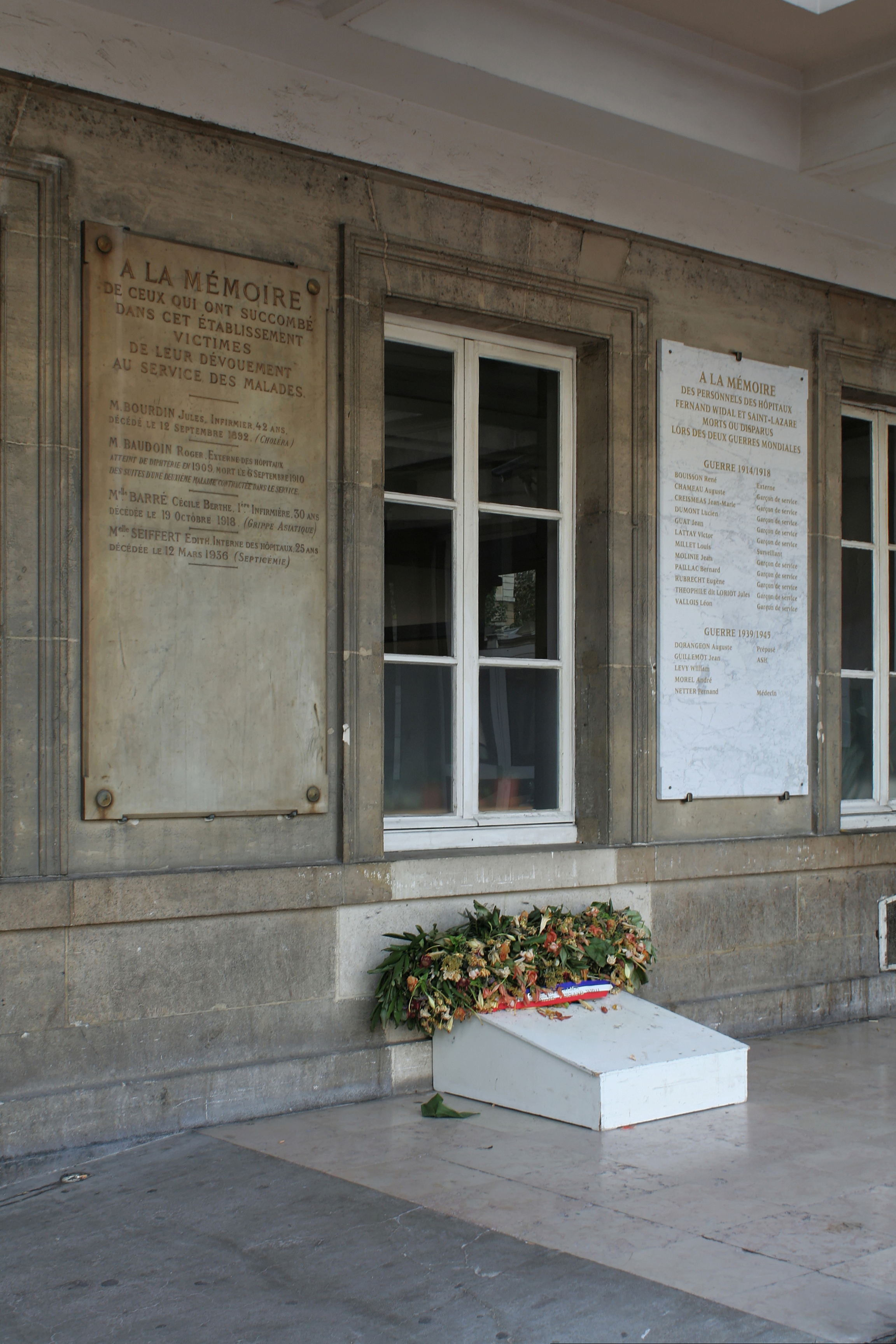
Монумент Відалю перед госпіталем його імені